# Elias Maximilian Henckel von Donnersmarck
Elias Maximilian Graf Henckel von Donnersmarck (* 1. Januar 1748 in Schloss Neudeck in Schlesien; † 7. September 1827 in Breslau) war ein preußischer Generalmajor und Chef des Kürassierregiments Nr. 1.

## Leben

### Herkunft
Er war der Sohn von Karl Erdmann Henckel von Donnersmarck (1695–1760) und dessen Ehefrau Anna Susanne, geborene von Larisch (1713–1761).

### Militärkarriere
Donnersmarck kam 1761 zum Husarenregiment Nr. 6 der Preußischen Armee. Nach dem Siebenjährigen Krieg kam er als Junker zum Regiment Garde du Corps, wurde dort am 4. März 1766 Kornett und stieg bis zum 10. Juni 1787 zum Stabsrittmeister auf. Danach kam er in das Regiment Gensdarmes, in dem er am 13. April 1789 Major, am 4. Juni 1799 Oberst und am 10. Dezember 1804 Kommandeur wurde. Am 23. Mai 1805 erhielt er von König Friedrich Wilhelm III. bei einer Militärparade den Orden Pour le Mérite. Bald darauf bekam Donnersmarck das Kürassierregiment „Bockum-Dolffs“. Bereits im Jahr 1805 zog er in den Vierten Koalitionskrieg. In der Schlacht bei Jena wurde ihm das Pferd erschossen und er selbst verletzt nach Magdeburg gebracht. Nach der Kapitulation der Festung ging Donnersmarck zunächst in Gefangenschaft, wurde aber auf Ehrenwort wieder entlassen. Ein Antrag auf Wiederaufnahme in die Armee wurde am 5. Juni 1809 abgelehnt. Nach dem Krieg am 1. Dezember 1813 wurde er wegen seiner Verletzungen pensioniert.
Während der Befreiungskriege war er mit der Organisation der schlesischen Landwehr-Kavallerie beauftragt. Donnersmarck starb 1827 in Breslau.

### Familie
Donnersmarck war seit dem 10. Januar 1784 mit Charlotte Gräfin von Roedern (1754–1830) aus dem Hause Hohlstein verheiratet. Das Paar hatte folgende Kinder:
- Ludwig Maximilian (1785–1788)
- Alexander Erdmann (1786–1787)
- Natalie (1789–1875) ⚭ 11. Juni 1812 Erdmann Gustav von Roedern (1782–1861)[1]
- Amalie Karoline Erdmute (1789–1861) ⚭ 24. Mai 1825 Karl Graf von Roedern (1785–1853), Oberst